# Rytířský řád

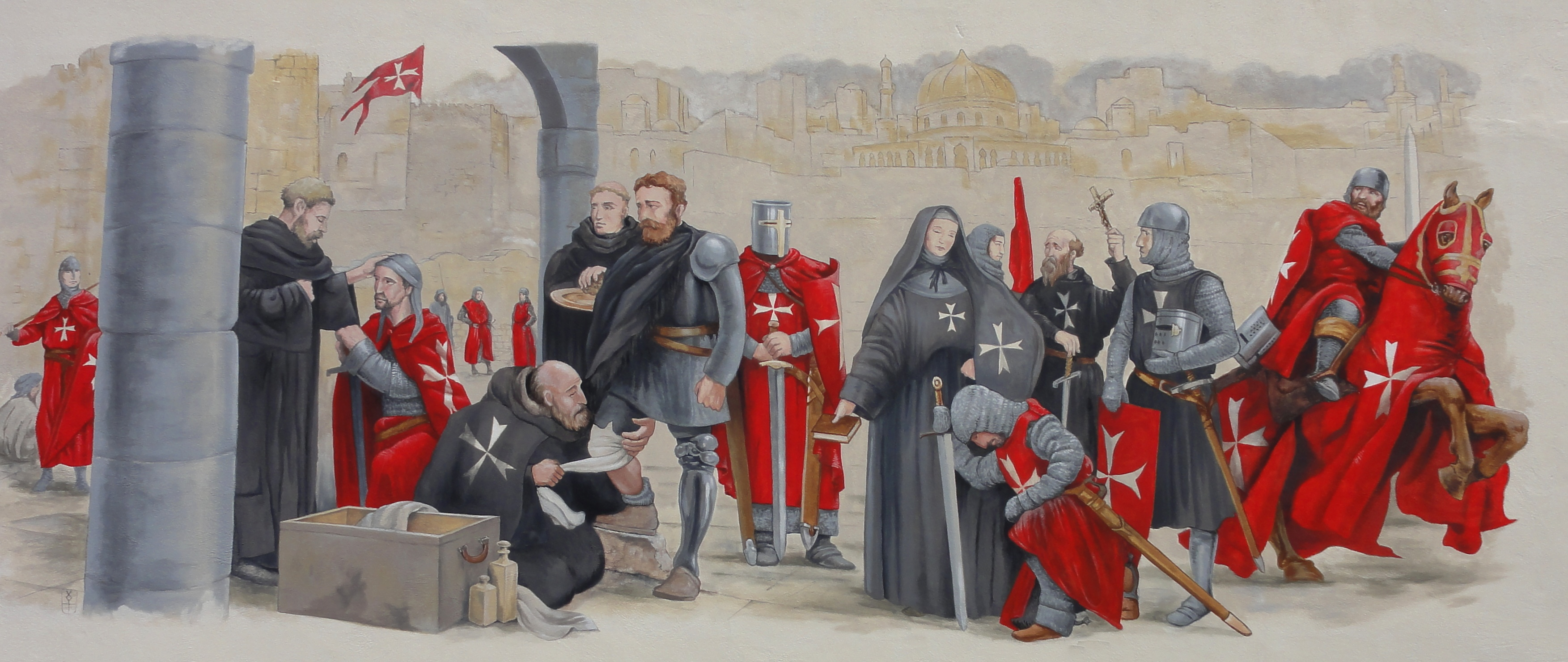
Johanité různých stupňů a profesí v době 13. století

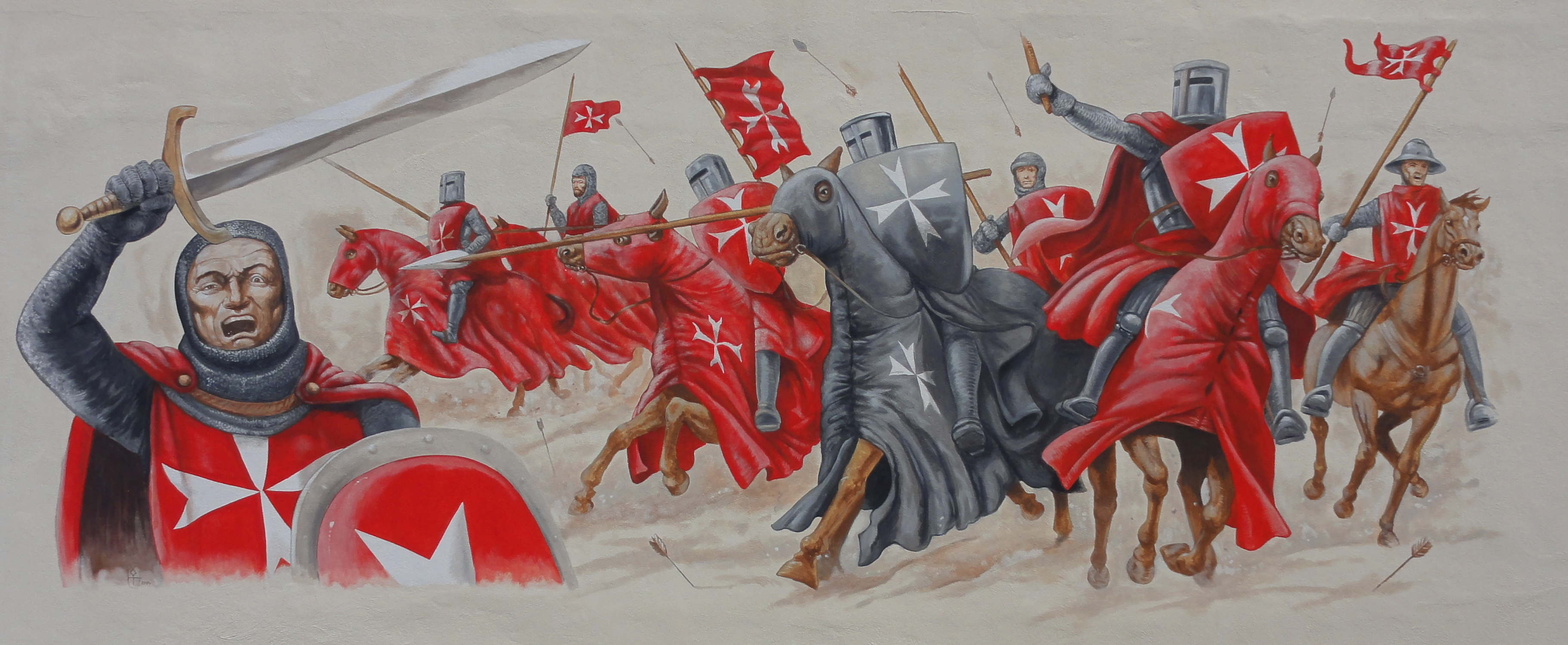
Johanitští rytíři z 13. století v boji

Rytířský nebo také vojenský řád (latinsky militaris ordo), též rytířský vojenský řád, je pojem, kterým se rozumí vojenské nebo polovojenské společenství (organizace) rytířů, jak v náboženském smyslu (církevní řády) tak světském (sdružení mimo jakoukoli církev), ale zpravidla se odvolávající na křesťanské náboženství a hodnoty včetně rytířské tradice, některé jen ve formě záslužného vyznamenání. Jako vojenský řád je chápána organizace, která kromě rytířů ve svých řadách sdružuje také členy prostého původu – vojáky (pěší bojovníky, ale i jezdce nebo námořníky a jiný personál). Velké vojenské řády zažívaly rozmach zejména v období vrcholného středověku, disponovaly početnými řádovými armádami a některé z nich vybudovaly suverénní řádové státy. Od období vrcholného a pozdního středověku začaly v Evropě vznikat také rytířské řády světské a záslužné.
Poslání a činnost řádů, které přetrvaly do dnešní doby, bývají výlučně dobročinného charakteru, i když jejich vnitřní struktura často připomíná tradice středověku. V 18., 19. a 20. století vzniklo také mnoho řádů, které se odvolávaly na tradici starých církevních řádů. Většinou se jednalo o imitace či nové větve svobodného zednářství. Často se vyskytují i řády samozvané nebo zcela podvodné, např. novodobý Suverénní řád sv. Stanislava nebo Řád sv. Agáty z Paterna, jejichž smyslem bývá obohacení jejich zakladatelů. Mezinárodně uznávané jsou v současnosti ty řády, které se nachází v Registru rytířských řádů.

## Pozadí

### Okolnosti vzniku

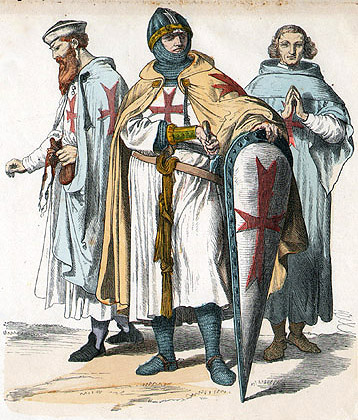
Templářský rytíř v civilu (vlevo), ve zbroji (uprostřed) a řádový kaplan (vpravo)

První rytířské vojenské řády vznikaly koncem 11. a násl. 12. století zejména v souvislosti s křížovými výpravami do Svaté země. Původně malé ozbrojené milice a špitální bratrstva se rozrostly do velkých vojenských organizací mezinárodního rozsahu a staly se vítanou vojenskou silou drobných křižáckých států v Levantě, které by bez evropské pomoci křižáků nikdy nevznikly. Díky armádám rytířských řádů mohly nově založené státy ve východním Středomoří odolávat tlaku okolních muslimských sousedů. Templáři byli ryze rytířským řádem na rozdíl od konkurenčních johanitů. Také němečtí rytíři postupně přešli z monasticko-špitálního poslání k čistě vojenské funkci. Církevní vojenské řády se tak dělily na ryze rytířské a rytířsko-špitální.

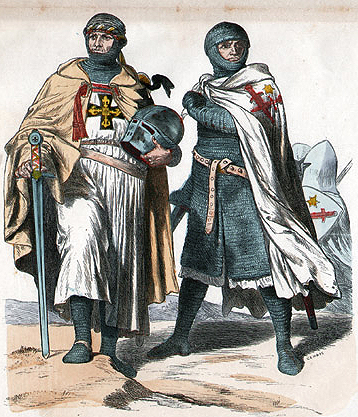
Velmistr německých rytířů (vlevo) a rytíř mečových bratří

Řády založené křižáky v Palestině měly podobu řeholních organizací podřízených církvi a papeži. Vytvořily se nová třída rytířů-mnichů. Zpočátku nový typ církevní organizace mnišských rytířů, spojující zdánlivě neslučitelné protiklady, tj. ideály křesťanství a mnišství s válkou a vojenskou službou, budil na evropských dvorech rozporuplné emoce. Zásadním dílem pro vznik templářů a duchovních rytířských řádů byl spis Chvála nového rytířstva (De Laude novae militiae) cisterciáckého opata Bernarda z Clairvaux. Ve své době vlivný opat (později svatořečený) v něm poměrně přesně definoval, co má nový typ rytíře představovat, jeho chování, vzhled a víru nebo co jej má odlišovat od ostatních světských rytířů. Sv. Bernard odsoudil běžně rozšířené rytířské činnosti a výsady jako marnivé a zženštilé chlouby, například zakázal okázalou zdobnost šlechticů, pěstování dlouhých kadeří, rytířských turnajů, loveckých honů, sokolničení apod., řádový rytíř se měl podrobit režimu přísného mnišskému způsobu klášterního života a disciplíně. Za to bylo rytíři slibováno odpuštění hříchů a věčné spasení v případě, že padne během boje s nepřáteli Krista. Řádový rytíř se také nemohl jako žoldnéř účastnit politicky motivovaných válek vedenými světských vládci. Posláním byla výlučně nábožensky motivovaná obranná válka (tzv. svatá válka) na podporu křesťanstva.
| „                                                | Templář je vskutku rytířem bez bázně a jistý si po všech stránkách, neboť jeho duše je chráněna zbrojí víry, stejně jako tělo chrání ocelové brnění. Je tedy vyzbrojen dvojnásobně a nemusí se obávat démonů ani lidí. | “ |
| — Der Lauda novae militiae (Bernard z Clairvaux) | |   |

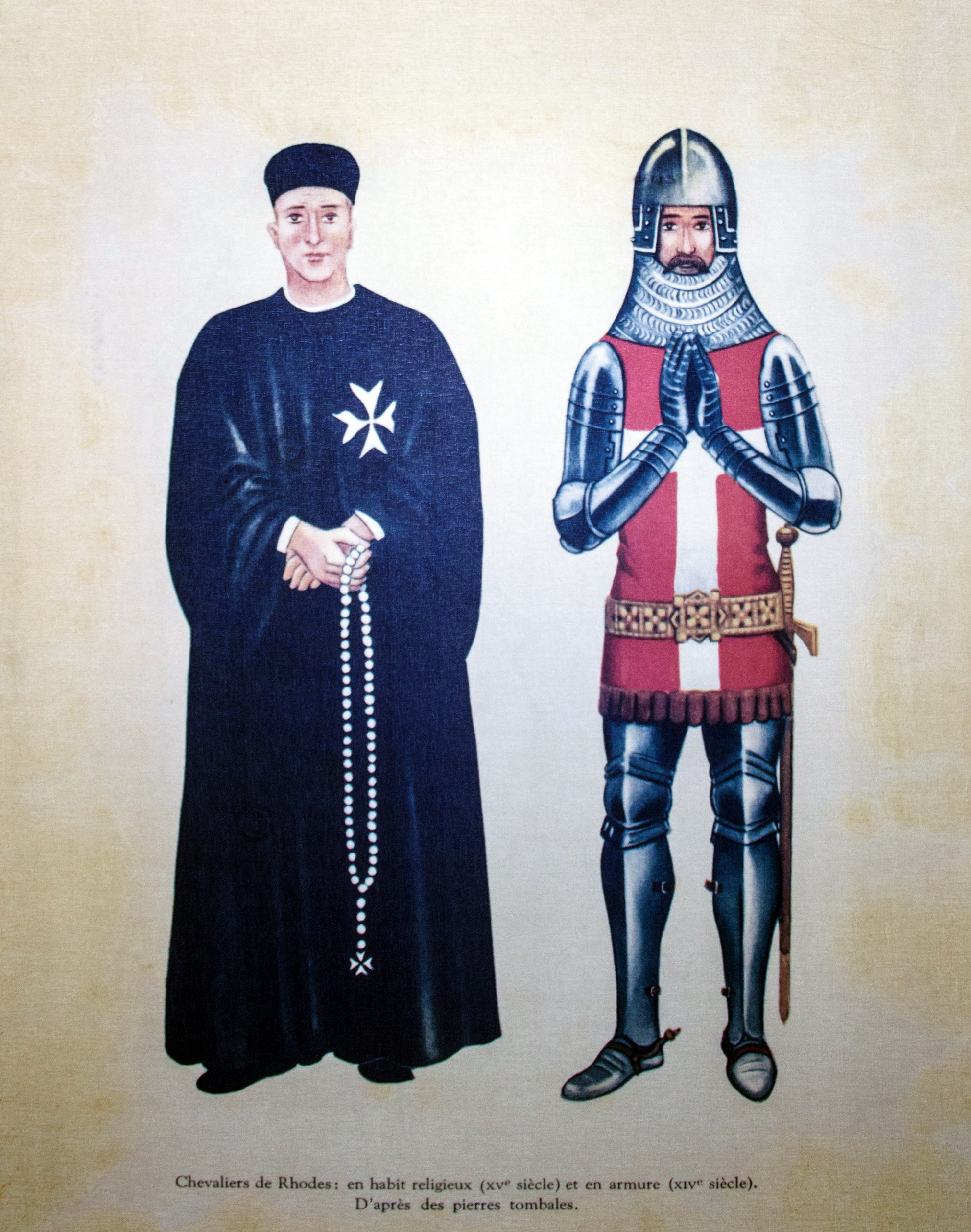
Rhodští rytíři (johanité) pozdního středověku, vlevo v civilu, vpravo ve zbroji

Ve své době to byla novota vzešlá z prvotního nadšení z dobytí Svaté země, ideálů křížových výprav a poutí ke svatým místům spolu s příslibem odpuštění všech hříchu a jistoty spásy zaznamenala obrovský úspěch a popularitu. Pro začínající novice to znamenalo přijetí odříkavého způsobu života v odříkání a bez osobního majetku. Tuto cestu dobrovolně volili nejčastěji chudí šlechtici z méně významných rodů nebo druhorození synové, kteří neměli nárok na dědictví. Ženatí muži museli opustit manželky, které po vzoru svých mužů také odcházely do kláštera. Řádový dům nebo hrad měl v rukou řádu funkci pevnosti a kláštera v jednom. Uvnitř i mimo prostory platila přísná řeholní pravidla. Dokonce i upadnutí do nepřátelského zajetí znamenala pro templáře jistotu uvěznění nebo smrti, neboť nařízení zapovídaly vydávat za zajatce výkupné. Řádovým rytířům nezbývalo, než vše dělat pro to, aby se vyhnuli zajetí. Zajatec měl pramalé vyhlídky na vysvobození.

### Poslání

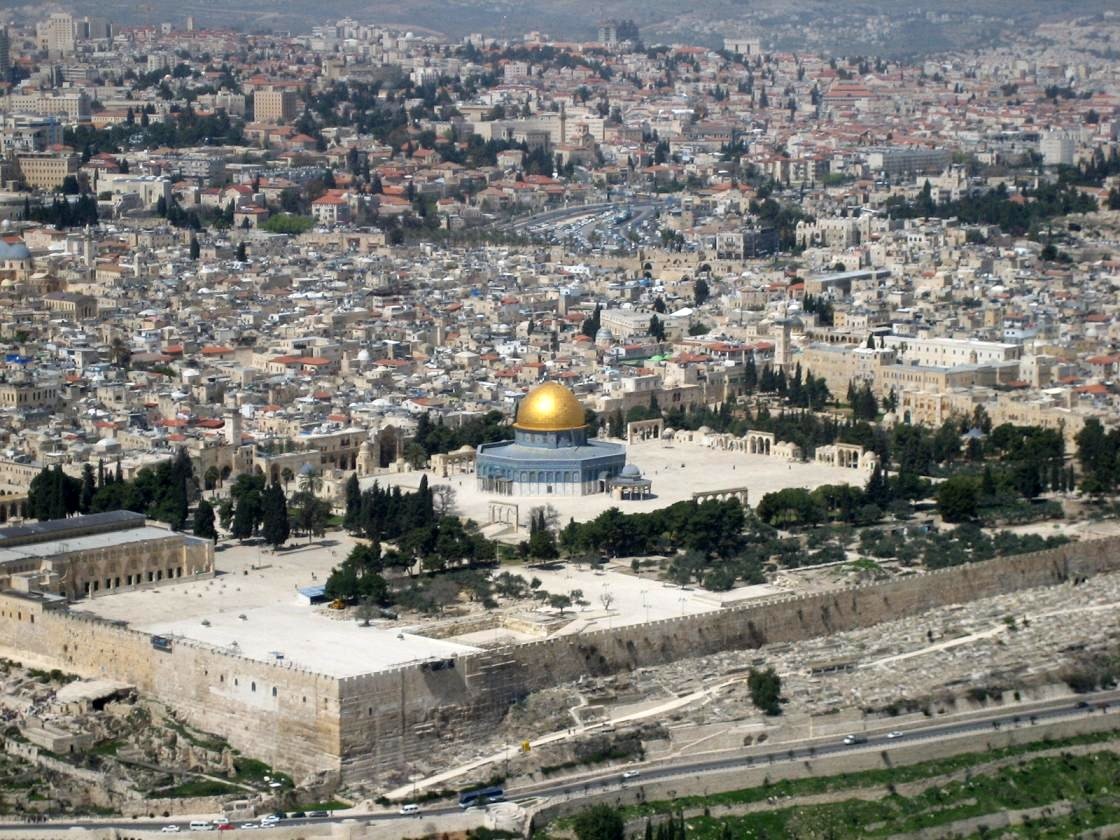
Chrámová hora, Jeruzalém

Původní myšlenkou bratrstev sice byla ochrana bezbranných poutníků mířících ke Kristovu hrobu nebo péče o trpící (nemocné) poutníky, postupem doby se do popředí vyvstala vojenská obrana křesťanů a posléze i obrana a šíření křesťanství mezi „nevěřící“, resp. obrana křesťanských držav před vyznavači islámu. V heraldických znacích křižáckých řádů se proto ustálil kříž jako obecný znak. Členy řádu spojovali tradiční mnišské sliby jako chudoba, čistota (cudnost) a poslušnost, k tomu ještě přibyla povinnost bojovat proti „nevěřícím“ či „pohanům“. Rytířům byla slibována jistota spasení, pokud podlehnou mučednické smrti v boji s „nevěřícími“. Do řádů vstupovali nejen prostí křižáci a příslušníci nižší šlechty, ale i vysoká šlechta, zpravidla neprvorození synové mající pramalé vyhlídky na dědictví, výjimkou nebyli ani bohatí mecenáši. I taková nepřímá podpora mohla znamenat odčinění hříchů. Dosažení věčného života mělo být podpořeno i tím, že zesnulí členové a v některých případech i podporovatelé byly pochováni na řádovém hřbitově. Templáři navíc v rámci svých domů rozvinuli vlastní bankovní systém. Řády tak různými způsoby přicházely k dosud nebývalému jmění, zároveň mezi nimi docházelo i k posilování rivality a nepřátelství.
Postupem doby jejich poslání boje s „pohany“ a šíření křesťanství ustoupilo do pozadí. Řády se zaměřily na hospodaření a budování mocných řádových států, protože kromě formální podřízenosti papeži nebylo na světě panovníka, kterému by podléhali. Mnišští rytíři se přeorientovali na rozšiřování vlastního území, nákladné vydržování hradů a jejich posádek. To vedlo ke konfliktům jak se Svatým stolcem, tak i se světskými panovníky, v některých případech pak k zabavení jejich majetku a rozpuštění řádu (viz templáři). Vzhledem k tomu, že prvotní nadšení z křížových výprav opadlo a další výpravy byly zpravidla neúspěšné, byly vyhlídky na další velká tažení v nedohlednu, ani novější řády už zpravidla nedosáhly úspěchů prvních, mnohé zanikly nebo byly sloučeny s jinými.

## Historie

### Svatá země

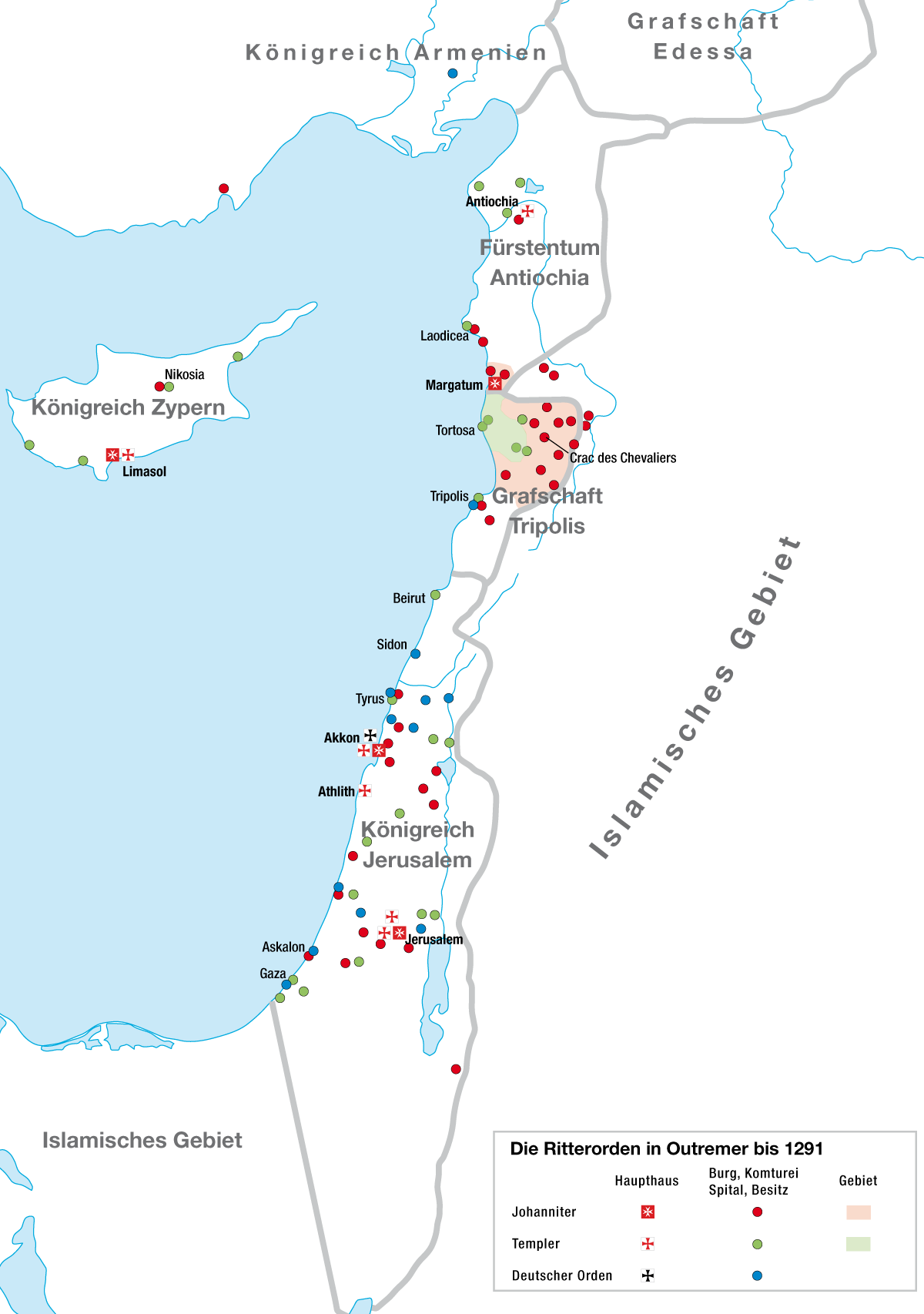
Pevnosti a kláštery rytířských řádů v Palestině do roku 1291

Dobytí Jeruzaléma v roce 1099 účastníky první křížové výpravou neznamenalo ještě definitivní zlomení muslimské moci v Palestině. Některá města v oblasti ještě stále zůstávala v rukou lokálních muslimských vládců (Týr padl do křižáckých rukou v roce 1124, Aškalón až v roce 1153). Do Palestiny osvobozené od muslimské nadvlády mohly znovu proudit křesťanští poutníci z Evropy, aniž by byli vystavováni předešlé seldžucké perzekuci, nyní však na svých cestách museli běžně potýkat s hrozbou přepadení muslimských lupičů, nebo i velkým nájezdům. Nově ustanovenému a nezabezpečenému Jeruzalémskému království nezbylo dostatek bojeschopných sil, neboť mnoho účastníků první výpravy dosáhlo již svého cíle, jakým bylo dobytí Jeruzaléma, popřípadě se již usadilo, získalo pozemky v novém království nebo se s nabytou kořistí vracelo do Evropy. S tím se křižácké státy potýkaly v podstatě po celou dobu své existence, kdy mnohdy muselo čelit několikanásobné početní převaze nepřátel. Byla to v podstatě neschopnost a nejednotnost okolních muslimů, které prodlužovaly životnost franckých států.
Bezprostřední příčinou vzniku řádů mohlo být napadení 700 poutníků na cestě z Jeruzaléma, kdy bylo na 300 z nich zabito a 60 zajato muslimskými útočníky právě z výše zmíněných měst Týru a Aškalónu. V roce 1120 jeruzalémský král Balduin II. potvrdil výsady organizaci provozující v Jeruzalémě špitál, známé jako johanité, rozšiřující její dosavadní špitální činnost navíc o vojenskou úlohu a přeměňující ji na řád rytířský a vojenský. O rok později totéž v souvislosti s ochranou poutníků učinil u družiny franckých rytířů ubytovaných jižně od paláce nedaleko dnešní mešity al-Aksá, známé poté jako templáři. Společným znakem těchto rytířů byly bílé pláště, později doplněné o typické červené kříže prvních křižáků.

### Křižácké státy a Evropa

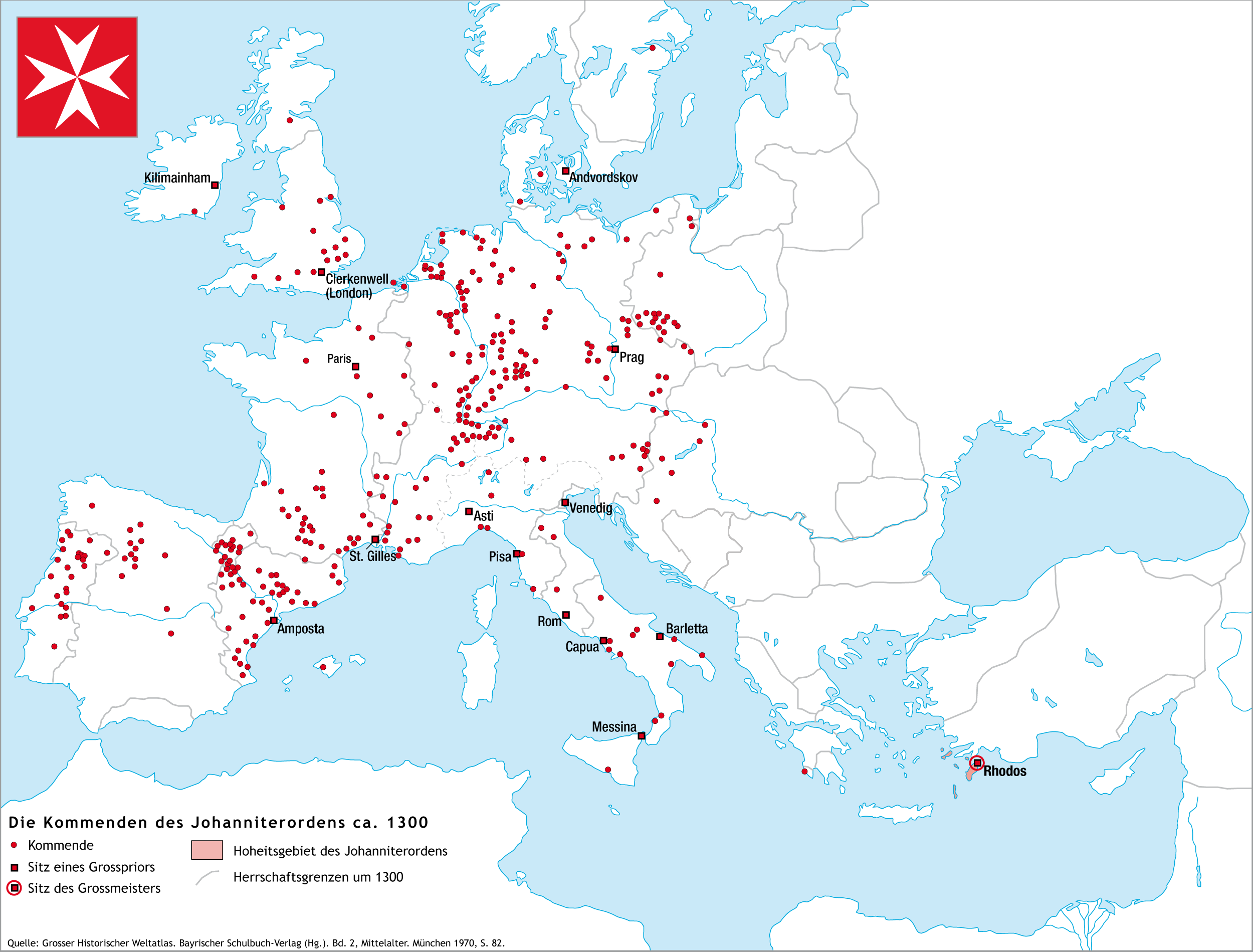
Sídla johanitů v Evropě na začátku 14. století

Rytířské řády Pyrenejského poloostrova na konci 15. století:
Řád svatojakubských rytířů
Řád calatravských rytířů
Řád alcántarských rytířů
Řád rytířů z Montesy
Řád Kristův
Řád avizských rytířů
Řád sv. Jakuba od meče
Řád johanitů v Kastilii
Řád johanitů v Portugalsku

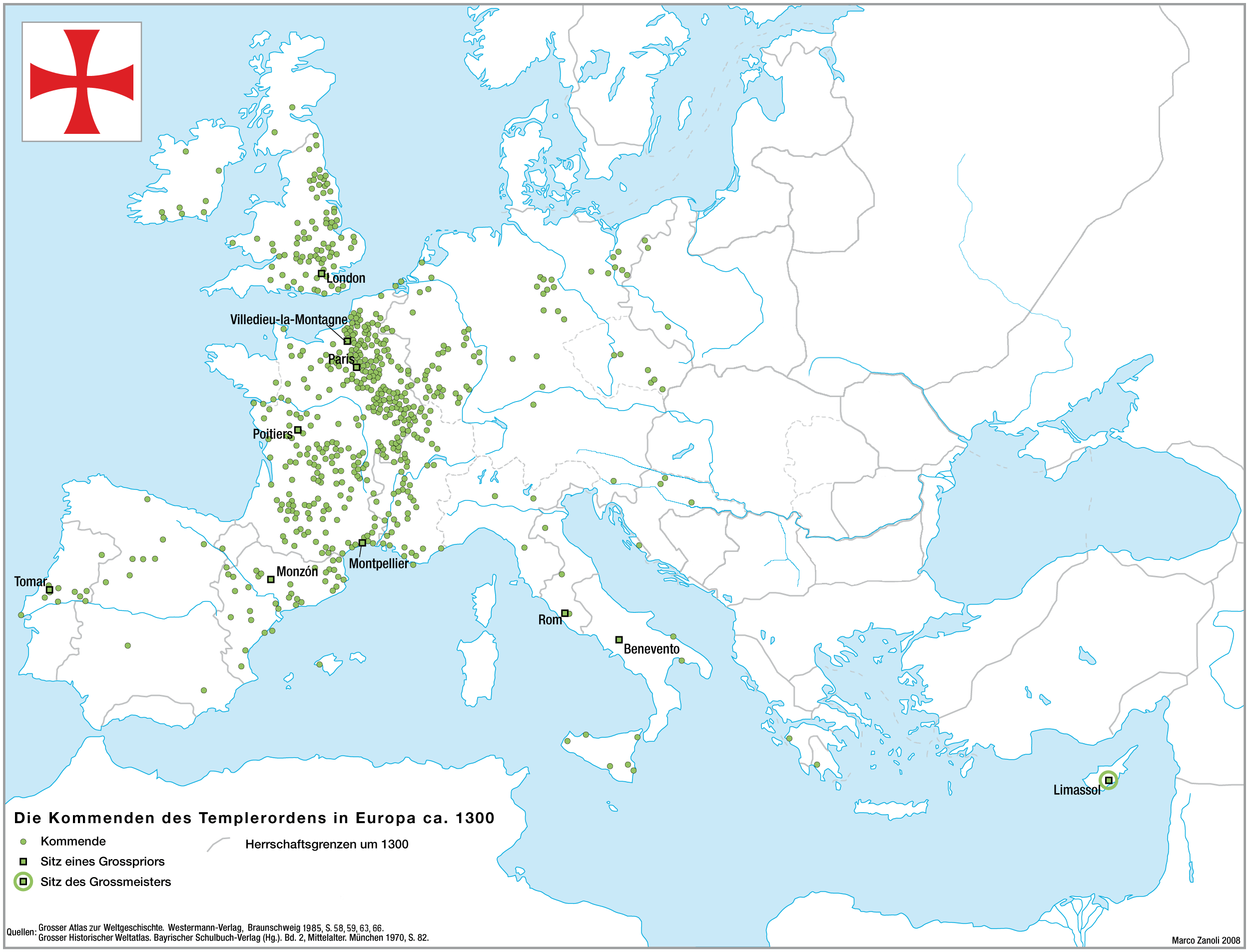
Sídla templářů v Evropě na začátku 14. století

Rytířské řády působící původně v křižáckých státech Levanty, získaly zázemí s majetky po celé Evropě a Středomoří. Tyto podmínky umožňovaly výstavbu nových řádových sídel, hradů, řádových domů (komend) a kostelů. Ve snaze na tyto úspěchy navázat, následovalo založení dalších řádů, nyní i mimo Levantu, protože konflikty s „nevěřícími“ se rozhořely na více místech, především ve Španělsku probíhala reconquista a v severovýchodní Evropě dosud žily pohanské kmeny.
Rytířské řády v Palestině ve snaze získat další podporu a členy navazovaly kontakty v Evropě. Staly se nepostradatelnou složkou v armádách křižáckých států. Řádoví rytíři oproti svým světským protějškům působili ve vojsku jako organizované elitní jednotky. Především templáři a johanité vynikli pro svou bojeschopnost, disciplínu a odhodlání. Současně měly řády dostatek prostředků na to, aby si vydržovali své vlastní armády z bratrů prostého původu, tvořících pěchotu i jezdectvo. Nebylo však možné je shromáždit všechny pro určitou bitvu, protože zajišťovali roztroušeným hradům posádky. Výjimkou nebyli ani válečníci orientálního původu, takzvaní turkopolové, kteří plnili úlohu zvědů nebo lehké jízdy.
Egyptský sultán Saladin nechal proto po vítězné bitvě u Hattínu zajaté templáře a johanity jako zatvrzelé nepřátele islámu popravit stětím. Vědom si, že pokud přeživší rytíře nechá žít a propustí je na svobodu, může si být jistý jejich opakovaným pozvednutím meče proti němu meč. Každému ze zajatců bylo nabídnuto přijetí islámu nebo okamžitá poprava. Údajně všichni nebo převážná většina raději zvolila smrt než zradu a ztrátu spásy.
Z důvodu udržení křižáckých panství v Levantě byly řády mnohdy nuceny navazovat i nepopulární spojenecké vztahy s nevěřícími protivníky. Pokud byli muslimové ve vzájemné rozepři, neváhali křesťané toho využít ve svůj prospěch. Takovou příležitostí byly dynastické spory mezi Ajjúbovci, kdy obě znepřátelené frakce sídlící v Káhiře a Damašku bojovaly mezi sebou o následnictví, nebo nechvalně proslulá ši'ítská sekta asasínů (nizárijských ismailitů), což obvykle vedlo k úpadku pověsti řádů v Evropě.

### Ztráta křižáckých držav a vznik světských řádů

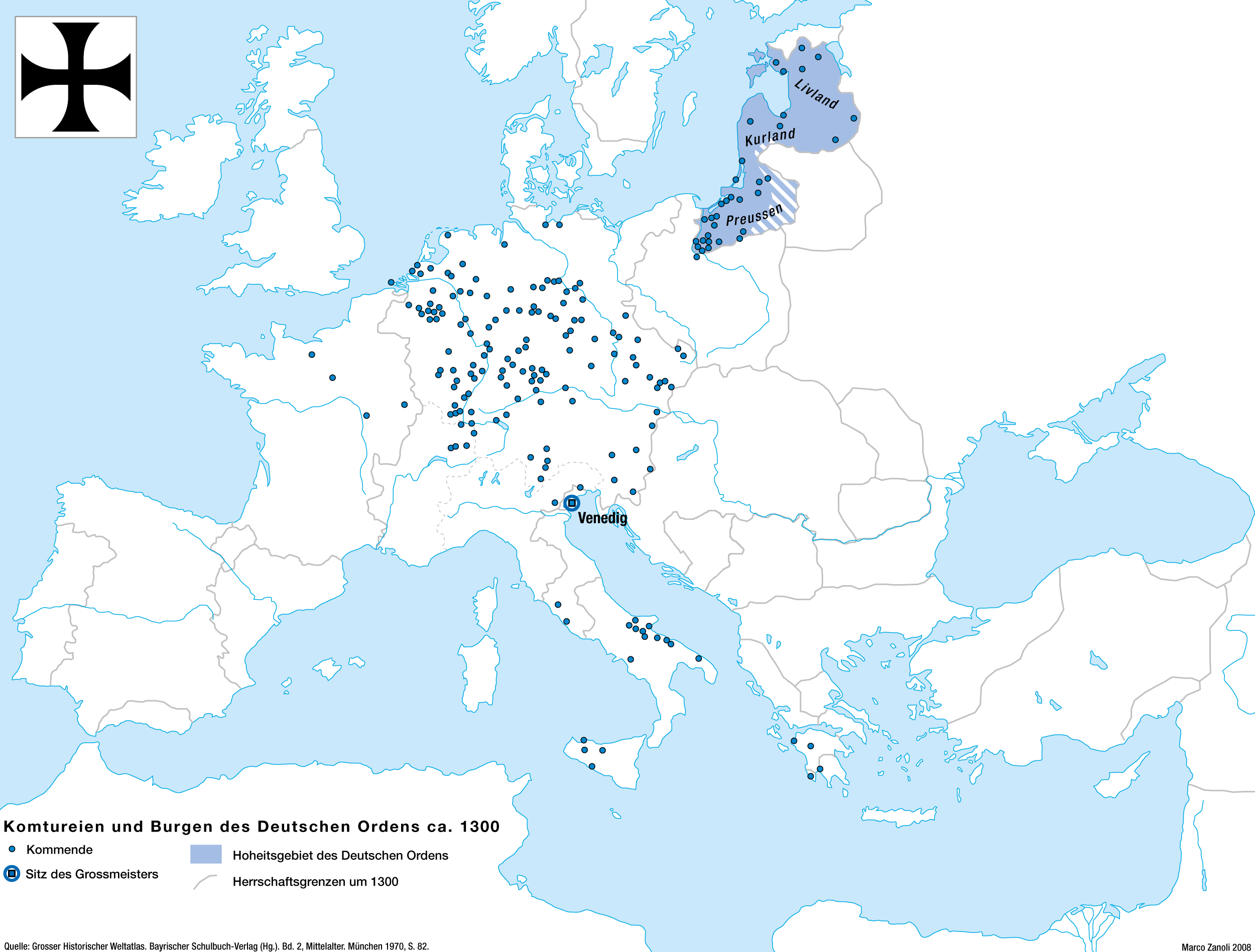
Sídla německých rytířů na začátku 14. století (řádový stát modře)

S úpadkem ideje křížových výprav a nakonec se ztrátou křižáckých držav Zámoří se musely řády vypořádat hledáním nového poslání a působiště.
Johanité přesunuli svou pozornost do Středomoří a k vybudování námořní flotily, zejména na ostrově Rhodu, tedy území původně naležejícímu Byzanci, kde si zbudovali nové sídlo nezávisle na světské moci. Roku 1522 Rhodos obléhal osmanský sultán Sulejman I., po šestiměsíčním obležení byl rytířům povolen odchod z ostrova. V roce 1530 jim bylo uděleno v léno souostroví Malty a vešli ve známost jako maltézští rytíři.
Templáři po krátkém působení na Kypru přesunuli svou hlavní základnu do Francie, kde měli největší počet statků, což se jim také později stalo osudným v procesu, který započal francouzský král s podporou svých rádců. Řád německých rytířů se zcela zaměřil na oblast Pobaltí a podařilo se mu v této oblasti vytvořit mocný řádový stát, ale později narazil na tvrdý odpor při pokusech toto území rozšiřovat a zasahovat do politiky okolních států. Konec přišel v 15. století zničením tohoto teokratického církevního státu.

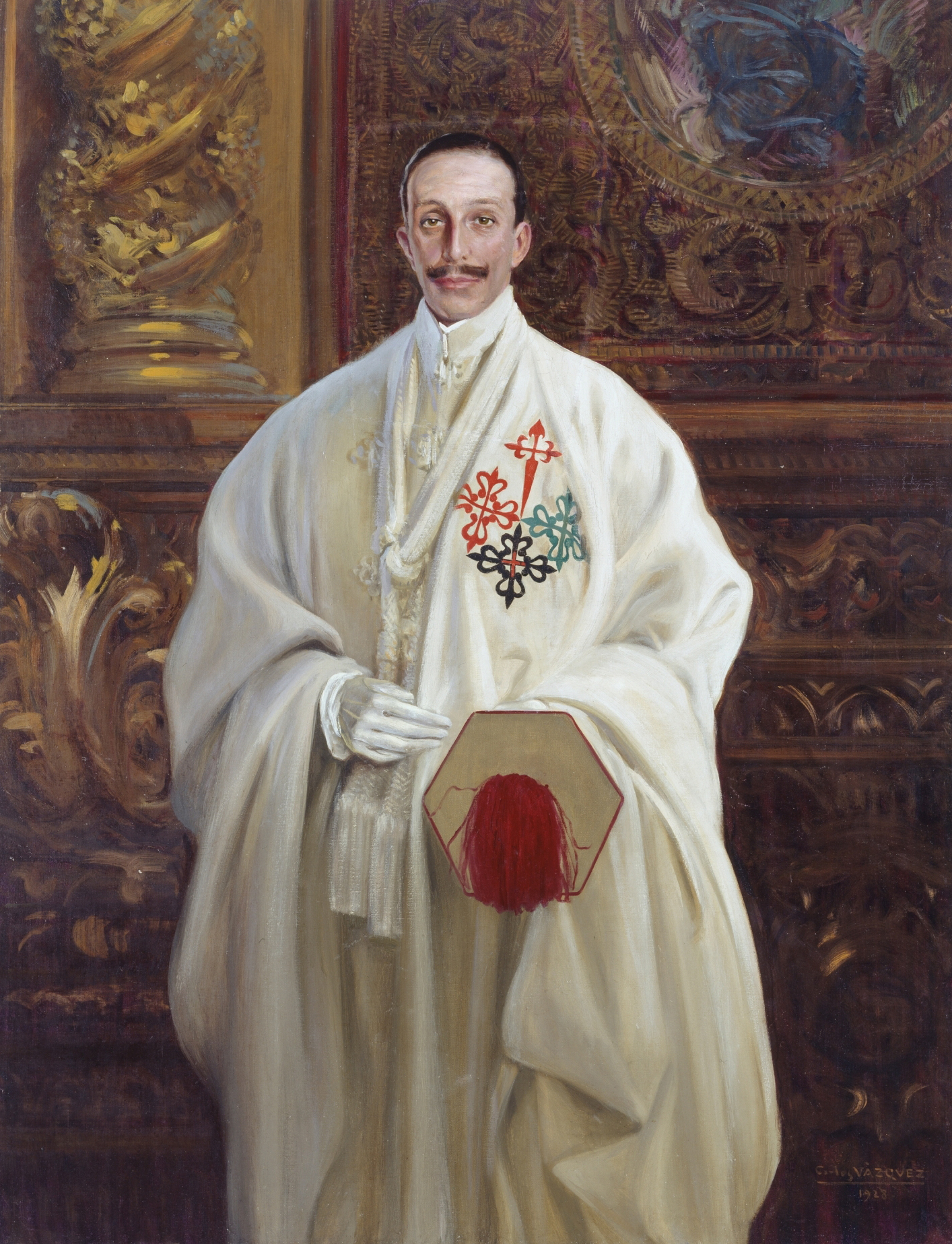
Španělský král Alfons XIII. v rouchu velmistra čtyř španělských rytířských řádů

V období pozdního středověku byly zakládány také první zcela světské řády ve snaze panovníků zavázat si, sdružovat a vyznamenávat příslušníky šlechtických rodin. Výměnou za prestiž, které toto členství přinášelo, se panovník i tímto způsobem snažil rozšiřovat svůj vliv. Členství v těchto uskupeních nebylo vázáno mnišskými sliby a přísným životem v klášteře a vyznačovalo se vyznamenáním, uděleným panovníkem.

## Seznam rytířských řádů
Rytířské řády se dělí na:
- rytířské vojenské duchovní řády – např. maltézští rytíři, templáři, němečtí rytíři, rytíři Božího hrobu, rytíři sv. Lazara atd.
- světské rytířské řády, tzv. velké/dynastické řády – např. Podvazkový řád, Řád zlatého rouna, Řád zvěstování atd.
- výlučně záslužné světské řády (vyznamenání).

Mezinárodně uznávané řády současnosti zahrnuje Registr rytířských řádů vydávaný pravidelně Mezinárodní stálou komisí pro rytířské řády; většina ostatních institucí, které se nazývají „rytířské“ nebo „vojenské“ řády spadá do kategorie tzv. samozvaných rytířských řádů.